# Petraeovitex
Petraeovitex, rod medićevki smješten u potporodicu  Peronematoideae.. Sastoji se od 8 vrsta u Maleziji (bez Jave), Novom Zelandu i Oceaniji. 

## Opći opis
Lijane i penjačice. 

## Vrste
1. Petraeovitex bambusetorum King & Gamble
2. Petraeovitex kinabaluensis Munir; erndem sa Bornea
3. Petraeovitex membranacea Merr.
4. Petraeovitex multiflora (Sm.) Merr.
5. Petraeovitex scortechinii King & Gamble
6. Petraeovitex sumatrana H.J.Lam
7. Petraeovitex trifoliata Merr.
8. Petraeovitex wolfei J.Sinclair